# Teodor I de Montferrat
Teodor I de Montferrat, de nom complet: Teodor Comnè Ducas Paleòleg (en grec: Θεόδωρος Κομνηνός Δούκας Παλαιολόγος Theódoros Komninós Ducas Àngelos Paleologos), fou marquès de Montferrat del 1306 al 1338, el primer de la dinastia dels Paleòlegs que en va governar aquest marquesat. Fou l'autor d'un tractat sobre la seva experiència militar.

## Ascens al marquesat
Teodor era fill de l'emperador romà d'Orient Andrònic II Paleòleg i de la seva segona esposa Violant-Irene de Montferrat. Quan el germà de la seva mare, el marquès Joan I de Montferrat, va morir sense descendència el gener del 1305 es va comunicar als familiars més propers que el títol de marquès havia quedat vacant. Els primers en la línia successòria eren els fills de Violant-Irene. Teodor tenia un germà gran, anomenat Joan, que va ser l'escollit per la mare per acceptar el marquesat, però el patriarca Atanasi I de Constantinoble s'hi va oposar, potser perquè ja tenia el títol de dèspota i governava Tessalònica, o perquè volia assegurar-se de tenir a prop un substitut en cas que l'hereu al tron bizantí, el seu germanastre Miquel IX Paleòleg fallés en la successió.
Hi havia altres possibles candidats en la línia successòria al marquesat: en segon lloc, en cas que Violant o els seus fills hi renunciessin, estava la tia del difunt, Alessia o el fill d'una altra tia, Margarida, germana de Joan infant de Castella; en tercer lloc estava Manfred, marquès de Saluzzo.
Teodor va salpar cap a Gènova el 1306, mentrestant el Marquesat de Montferrat havia estat administrat, segons les darreres voluntats del difunt, per la ciutat de Pavia. El 1307 es va casar amb Argentina Spinola, filla del magnat genovès Opicino Spinola, que tenia el títol de capità del poble de la República de Gènova. Spinola va emprar el seu poder i diners per donar suport a la candidatura de Teodor al marquesat, ja que es va haver d'enfrontar amb l'oposició de Manfred de Saluzzo, que també reclamava els seus drets.
Manfred estava emparentat amb els ducs de Savoia, que li feien costat en les seves pretensions. El rei Carles II d'Anjou també reclamava parts del marquesat, no per relació dinàstica sinó per antics deutes. Teodor i Spinola van anar vencent a poc a poc aquests opositors i finalment el 1310 Teodor va rebre la investidura de l'emperador Enric VII del Sacre Imperi Romanogermànic.

## Política al marquesat
La política que va marcar Teodor es va centrar sobretot a mantenir els seus dominis, sense emprendre campanyes d'expansió com havien fet anteriorment altres marquesos. Per tal de controlar millor el territori va convocar el parlament, òrgan que havia creat Manfred IV de Saluzzo el 1305, durant el període en què el títol de marquès encara estava vacant. Formaven part del parlament, els feudataris i els representants de les ciutats, però cap membre del clergat perquè n'estaven exempts de pagar taxes. Aquest parlament servia per discutir sobre la gestió de les terres, sobre les taxes que s'aplicaven a les terres i sobre la defensa militar. El parlament va resultar eficaç, en tant que els diversos representants es van sentir tinguts en compte en les decisions i va servir per evitar les guerres internes del passat.
Des del 1319 Teodor es va interessar pel problema del cisma entre l'Església Catòlica i l'Església Ortodoxa i, per expressa petició del papa Joan XXII, Teodor va fer servir els seus contactes amb la cort bizantina per mirar d'apropar el catolicisme a la terra nadiua el marquès. L'avi de Teodor, l'emperador Miquel VIII Paleòleg havia autoritzat la unió de les esglésies llatina i grega en el segon concili de Lió, però Andrònic II s'hi va mostrar contrari i, malgrat els esforços del papa, el trencament es va fer definitiu. Sembla que l'aversió cap a Carles II d'Anjou va poder més que el compromís amb el papa. Entre el 1325 i el 1327 va viatjar a Constantinoble però no va ser un bon moment per a rebre'l, ja que el país estava ficat en una guerra civil entre Andrònic el Vell (el seu pare) i Andrònic el Jove. La bona relació amb el papa no va durar gaire, alguns el van acusar d'amistat amb Ludovico el Bàvar, un cap de la facció dels gibel·lins que havia estat declarat heretge.
Al novembre del 1326 va escriure en grec un tractat militar que va titular Ensenyaments, que es va traduir al llatí amb el nom De re militari.Una de les coses que havia après al llarg de la seva experiència, deia al seu tractat, era que és molt mala decisió contractar mercenaris.
Teodor va morir a Trino Vercellese el 1338.

## Descendència
Teodor i Argentina van tenir dos fills: 
- Joan (1312 – 1345), mort a la batalla de Gamenario.
- Joan (1313-1372), que va succeir el seu pare.
- Violant (1318–1342), que es va casar amb Aimone, comte de Savoia.